# Élections régionales de 1998 en Saxe-Anhalt
Les élections régionales de 1998 en Saxe-Anhalt (en allemand : Landtagswahl in Sachsen-Anhalt 1998) se tiennent le 26 avril 1998, afin d'élire les 99 députés de la 3e législature du Landtag, pour un mandat de quatre ans. Du fait de la loi électorale, 116 députés sont finalement élus.
Le scrutin est marqué par la victoire du SPD à la majorité relative, qui devient pour la première fois le premier parti de Saxe-Anhalt. Le ministre-président Reinhard Höppner se maintient au pouvoir à la tête d'un cabinet minoritaire toléré par le PDS.

## Contexte
Aux élections régionales du 26 juin 1994, la CDU du ministre-président Christoph Bergner arrive de très peu en tête. Avec 34,4 % des voix et 37 députés sur 99, elle devance de justesse le SPD. Ce dernier réunit 34 % des suffrages exprimés et 36 parlementaires.
La troisième place revient au PDS, qui parvient à totaliser 19,9 % des voix et 21 sièges. Il prend ainsi la position précédemment occupée par le FDP, qui se trouve lui exclu du Landtag avec seulement 3,6 % des suffrages. En revanche, les Grünen sauvent leur représentation à l'assemblée avec 5,1 % des exprimés, soit cinq élus.
Le chef de file du SPD Reinhard Höppner est ensuite investi ministre-président et forme une « coalition rouge-verte » minoritaire tolérée par le PDS, dans laquelle Heidrun Heidecke, des Grünen, est ministre de l'Environnement et vice-ministre-présidente. Cette configuration prend alors le nom de « modèle de Magdebourg ».

## Mode de scrutin
Le Landtag est constitué de 99 députés (en allemand : Mitglied des Landtags, MdL), élus pour une législature de quatre ans au suffrage universel direct et suivant le scrutin proportionnel de Hare.
Chaque électeur dispose de deux voix : la première (en allemand : Personenstimme) lui permet de voter pour un candidat de sa circonscription selon les modalités du scrutin uninominal majoritaire à un tour, le Land comptant un total de 49 circonscriptions ; la seconde voix (en allemand : Parteienstimme) lui permet de voter en faveur d'une liste de 99 candidats présentée par un parti au niveau du Land.
Lors du dépouillement, l'intégralité des 99 sièges est répartie proportionnellement aux secondes voix, entre les partis ayant remporté 5 % des voix au niveau du Land. Si un parti a remporté des mandats de circonscription, les sièges qui lui ont été précédemment attribués sont d'abord pourvus par ceux-ci.
Dans le cas où un parti obtient moins de mandat de circonscription que la proportionnelle ne lui en attribue, sa représentation est complétée par les candidats issus de la liste présentée au niveau du Land ; s'il en obtient plus, la taille du Landtag est augmentée jusqu'à rétablir la proportionnalité.

## Campagne

### Principaux partis
| Parti | Parti                                                                              | Chef de file                          | Résultat de 1994           |
| ----- | ---------------------------------------------------------------------------------- | ------------------------------------- | -------------------------- |
|       | Union chrétienne-démocrate d'Allemagne Christlich Demokratische Union Deutschlands | Christoph Bergner                     | 34,7 % des voix 37 députés |
|       | Parti social-démocrate d'Allemagne Sozialdemokratische Partei Deutschlands         | Reinhard Höppner (Ministre-président) | 34,0 % des voix 36 députés |
|       | Parti du socialisme démocratique Partei des Demokratischen Sozialismus             | Petra Sitte                           | 19,9 % des voix 21 députés |
|       | Alliance 90 / Les Verts Bündnis90/Die Grünen                                       | Heidrun Heidecke                      | 5,1 % des voix 5 députés   |

## Résultats

### Voix et sièges
|                                   | Parti social-démocrate d'Allemagne (SPD)     | Parti social-démocrate d'Allemagne (SPD)     | 578 850   | 39,41 | 47        | 32            | 536 501   | 35,87 | 0  | 47  | 11            |  |  |  |
|                                   | Union chrétienne-démocrate d'Allemagne (CDU) | Union chrétienne-démocrate d'Allemagne (CDU) | 396 670   | 27,00 | 2         | 30            | 329 282   | 22,02 | 26 | 28  | 9             |  |  |  |
|                                   | Parti du socialisme démocratique (PDS)       | Parti du socialisme démocratique (PDS)       | 342 647   | 23,33 | 0         | 2             | 293 475   | 19,62 | 25 | 25  | 4             |  |  |  |
|                                   | Union populaire allemande (DVU)              | Union populaire allemande (DVU)              | 0         | 0,00  | 0         | en stagnation | 192 352   | 12,86 | 16 | 16  | 16            |  |  |  |
|                                   | Parti libéral-démocrate (FDP)                | Parti libéral-démocrate (FDP)                | 88 631    | 6,03  | 0         | en stagnation | 63 250    | 4,23  | 0  | 0   | en stagnation |  |  |  |
|                                   | Alliance 90 / Les Verts (Grünen)             | Alliance 90 / Les Verts (Grünen)             | 47 007    | 3,20  | 0         | en stagnation | 48 542    | 3,25  | 0  | 0   | 5             |  |  |  |
|                                   | Autres                                       | Autres                                       | 15 124    | 1,03  | 0         | en stagnation | 32 129    | 2,15  | 0  | 0   | en stagnation |  |  |  |
|                                   |                                              |                                              |           |       |           |               |           |       |    |     |               |  |  |  |
| Votes valides                     | Votes valides                                | Votes valides                                | 1 468 929 | 95,67 |           |               | 1 495 531 | 97,40 |    |     |               |  |  |  |
| Votes blancs et nuls              | Votes blancs et nuls                         | Votes blancs et nuls                         | 66 504    | 4,33  | 39 902    | 2,60          |           |       |    |     |               |  |  |  |
| Total                             | Total                                        | Total                                        | 1 535 433 | 100   | 49        | en stagnation | 1 535 433 | 100   | 67 | 116 | 17            |  |  |  |
| Abstentions                       | Abstentions                                  | Abstentions                                  | 612 932   | 28,53 |           |               | 612 932   | 28,53 |    |     |               |  |  |  |
| Nombre d'inscrits / participation | Nombre d'inscrits / participation            | Nombre d'inscrits / participation            | 2 148 365 | 71,47 | 2 148 365 | 71,47         |           |       |    |     |               |  |  |  |